# Quần thể hiện đại Pampulha
Quần thể hiện đại Pampulha (tiếng Bồ Đào Nha: Conjunto Moderno da Pampulha) là một dự án đô thị ở Belo Horizonte, bang Minas Gerais, Brazil. Quần thể này bao gồm các công trình được thiết kế xung quanh Hồ Pampulha (một hồ nước nhân tạo) bao gồm một casino, một phòng tập khiêu vũ, câu lạc bộ golf và nhà thờ Saint Francis của Assisi. Các tòa nhà được thiết kế bởi kiến trúc sư Oscar Niemeyer phối hợp cùng kiến trúc sư cảnh quan Roberto Burle Marx và các nghệ sĩ theo chủ nghĩa hiện đại của Brazil. Vào tháng 7 năm 2016, quần thể kiến trúc này đã được UNESCO công nhận là Di sản thế giới.